# Canby Færge
|  | Maskinoversættelse og/eller tvivlsomt indhold Denne sides indhold bærer præg af at være en maskinoversættelse og/eller meget dårligt og uklart formuleret. Det vurderes at sproget er så dårligt og eventuelt forkert eller til at misforstå, at det bør omskrives eller oversættes på ny. Du kan hjælpe med at oversætte til korrekt dansk i denne og lignende artikler. Hvis dette ikke sker inden for kort tid, kan en sletning komme på tale. Se evt. denne sides diskussionsside eller i artikelhistorikken. |

Canby Færge er en kabelfærge i den amerikanske stat Oregon, der forbinder Canby og Wilsonville/Stafford i Clackamas County over Willamette-floden. Tjenesten har været i drift siden 1914, undtagen fra 1946 til 1953. Det specifikke fartøj, der blev brugt, er blevet udskiftet og opdateret flere gange, senest i 1997. Det er en af tre tilbageværende færger på Willamette-floden.
Færgen har plads til seks biler (eller 75 tons) og en samlet passagerkapacitet på 49. Der opkræves vejafgift for alle overfarter. Fra juli 2017 koster en personbil $5,00, en motorcykel, cykel eller fodgænger $3,00, og $30,00 bliver opkrævet, hvis et køretøj tager hele færgen. Fartøjet, der i øjeblikket anvendes, M.J. Lee II, er et kabelstyret fartøj drevet af elektricitet leveret af luftledninger og føres over floden af et undervandskabel på 32 mm i diameter,[1], hvilket efterlader fartøjet relativt upåvirket ved flodens strømme.
Canby Ferry Restricted Maneuverability Day Shape
Færgen er i henhold til navigationsreglerne forpligtet til at vise en dagsform og, om natten, visse lys, der kommunikerer til andre fartøjer dens (vejret) rettigheder på sejlbare farvande. Fordi færgen er styret af et undervandskabel og tilføres elektricitet fra et luftkabel, er dens evne til at manøvrere begrænset. Sådanne fartøjer skal vise dagsformen for begrænset manøvredygtighed, hvilket er en bold, diamant og bold, der vises lodret i riggen. Da Canby-færgen er permanent med begrænset manøvredygtighed, monterede skibsbyggerne en metalkugle-diamantkugle på en mast. Før solopgang og efter solnedgang, og i perioder med begrænset sigtbarhed, skal færgen vise rød over hvid over rød række af et fartøj, der er begrænset i evnen til at manøvrere.
Færgen er opkaldt efter Millard Jerome Lee, det første barn født i Canby. Lee blev født i 1872, to år efter at byen blev flækket i 1870. Fartøjet, der i øjeblikket er i brug, M.J. Lee II, har leveret tjenesten siden 1997.
I 2013 blev driften af færgen indstillet fra januar til juli, for at kunne udføre større vedligeholdelsesarbejder. Arbejdet omfattede at eftermontere fartøjet med et nyt fremdriftsudstyr, der er mere støjsvagt og mere energieffektivt - bruger mindre strøm - end tidligere

## Links
- http://www.clackamas.us/roads/ferry.html
- http://photos.salemhistory.net/cdm4/item_viewer.php?CISOROOT=/max&CISOPTR=4245&REC=1